# Bhatti
Bhatti angavs först som författare till det under 500-talet eller 600-talet författade konsteposet "Bhattikavya", som behandlar Ramas historia, men egentligen avser att vara en grammatisk lärodikt och företrädesvis exemplifierar de oregelbundna flexionsformerna. Som författares riktiga namn gäller Bhartrihari. Arbetet utgavs i Calcutta 1828 samt jämte tysk översättning av fem sånger och orienterande inledning av C. Schütz 1837.